# Lu Hao-Hua
Lu Hao-Hua (né le 13 septembre 2000) est un athlète taïwanais, spécialiste des haies.
Il remporte le titre du 110 m haies lors des Championnats d'Asie juniors 2018.